# پرفلورو ایزوبوتن
پرفلورو ایزوبوتن (به انگلیسی: Perfluoroisobutene) با فرمول شیمیایی C4F8 یک ترکیب شیمیایی با شناسه پاب‌کم 24562 است. که جرم مولی آن ۲۰۰٫۰۳۰ گرم بر مول می‌باشد. 